# Hieracium latpariense
Hieracium latpariense là một loài thực vật có hoa trong họ Cúc. Loài này được (Peter) Üksip mô tả khoa học đầu tiên năm 1898.